# 鶴橋康夫
鶴橋 康夫（つるはし やすお、1940年1月15日 - 2023年10月9日）は、日本のテレビディレクター・映画監督。本名：倉田 康夫（くらた　やすお）。新潟県村上市出身。長男は、ドラマ制作を手がける日本テレビ社員・倉田貴也。

## 略歴・人物
兄妹は自身を含め2男1女で、弟は新潟日報編集委員。出生名は鶴橋康夫であるが、婿取婚であるために改姓している。
新潟県立村上高等学校、中央大学法学部卒業。当初は新聞社志望だったが、読売新聞記者だった伊藤一男に讀賣テレビ入社を勧められる。
1962年、讀賣テレビ放送（読売テレビ）入社。東京支社制作部に所属し、一貫してドラマ演出を手がける。
社会派ドラマの名手として知られ、特に「木曜ゴールデンドラマ」枠における単発作品群で数多くの賞を獲得したことから「芸術祭男」の異名を取る。カットバックを駆使した独特の演出手法を用いる。1982年、「かげろうの死」で芸術選奨新人賞（放送部門）受賞、他1980年代にはギャラクシー賞も受賞。
同局取締役待遇エグゼクティブディレクターを経て、2000年に定年。しばらくは嘱託社員として在籍するが、2003年に読売テレビを退社し、東北新社へ移籍する。同社では「エグゼクティブディレクター」の肩書きにて活動中。
自らの作風について「テレビジョンっていうのは、遠くを見るっていうのが語源でね（…）いちばん遠いものって何だろうって考えたら自分の心じゃないかなと。だから心の闇を見てみよう」と思っており、「他のドラマに対抗するのではなく、一流の文学や映画に対抗し得る、人の人生に深く刺さるような作品を創って、映像で人々を説得したい」とも話している。テレビ評論家の佐怒賀三夫は鶴橋の作風について「事象をただ単一的な目で見ず、人間心理にまで入り込んで抽出して映像を心理的な遠近法でとらえている。最初から映像表現の可能性と多様性を知っている」と評する。“鶴橋学校の生徒”を自称していた脚本家の野沢尚は「とにかくたくさん集めた映像を時間をかけて丁寧に編集している。中にはOKが出た映像も容赦なくカットしている」と話している。
1976年のテレビドラマ『新車の中の女』では、信越本線・西上田駅にてロケに臨んだ際、浅丘ルリ子に「視聴者と相手役と監督である自分と、そして映像の神様への四者に向けてのためなので、4つの映像を撮るんです」としてロング、アップ、クロスカッティング、逆アングルの4パターンの映像全てで同じ演技を要求したという。他に役所広司、大竹しのぶ、真田広之、古尾谷雅人らが鶴橋作品の常連と言われ、大竹は鶴橋について「役者や自分自身よりも、作品の方を大切にする人」と話している。
2023年10月9日、誤嚥性肺炎のため死去。83歳没。

## 受賞
- 1981年、芸術選奨文部大臣新人賞（放送部門）『五辨の椿』『かげろうの死』[7]
- 1983年、芸術祭賞優秀賞（テレビドラマ部門）（第38回）『仮の宿なるを』[7]
- 1984年、テレビ大賞最優秀個人賞[8]
- 1984年、芸術祭優秀賞『魔性』『危険な年ごろ』[9]
- 1993年、上海テレビ祭監督賞[8]
- 1993年、文化庁芸術作品賞＝『雀色時』[9]
- 1988年、ギャラクシー賞特別賞（第25回）[7]
- 1999年、放送文化基金賞（第25回）[7]
- 1999年、ギャラクシー賞最優秀賞[8]
- 1999年、第26回放送文化基金賞個人賞、民間放送連盟賞最優秀賞、放送批評懇談会賞最優秀賞[9]
- 2000年、第37回ギャラクシー大賞＝『刑事たちの夏』[9]
- 2003年、テレビ大賞最優秀個人賞『魔性～ある女性死刑囚の性と生の絶叫 私は死にたくない!』[7]
- 2005年、放送文化基金賞（第31回）『砦なき者』 [7]
- 2005年、『砦なき者』により[10]芸術選奨文部科学大臣賞受賞[2]。
- 2005年、第4回放送人グランプリ特別賞（『砦なき者』）[8]
- 2007年、紫綬褒章受章[2]。
- 2013年、旭日小綬章受章[11]。

## 作品

### テレビドラマ（単発）

#### 読売テレビ時代
- 四角い空（1963年）- 芸術祭参加作品
- 悪女の倫理 サリー（1965年）
- 悪女の倫理 ささやかな祭り（1965年）
- 悪女の倫理 平凡な女（1965年）
- 坂部ぎんさんを探して下さい（1978年）- 芸術祭参加作品
- 死刑執行命令（1979年）
- 虹の果てには（1980年）
- 五瓣の椿（1981年）- 芸術選奨文部大臣新人賞
- かげろうの死（1981年）- 芸術選奨新人賞
- いもうと（1982年）
- 性的犯罪（1982年）
- 非行主婦（1982年）
- 知床の子（1983年）
- 松本清張の喪失（1983年）
- 仮の宿なるを（1983年）- 芸術祭優秀賞
- 危険な年ごろ（1984年）
- 秘戯記（1984年）
- 魔性（1984年）
- 殺して、あなた…（1985年）
- 夢のあとさき（1985年）
- 風の家（1985年）
- 夫婦関係（1986年）
- 遠めがねの女（1986年）
- 手枕さげて（1987年）- ギャラクシー特別個人賞
- 月は船（1987年）
- ここの岸より（1987年）
- かくれんぼ（1988年）
- 喝采（1988年）
- 最後の恋（1988年）
- おれは裸だ（1988年）
- 松本清張サスペンス・結婚式（1989年） - ギャラクシー選奨
- 密写された女（1989年）
- 風の棲む家（1989年）
- 愛の世界（1990年） - 芸術作品賞、第17回放送文化基金賞優秀賞、ATP賞、ギャラクシー優秀賞
- 渇いた夏（1990年）
- 朝日のあたる家（1991年）
- 小指の思い出（1991年）
- 東京ららばい（1991年） - ギャラクシー奨励賞
- 性的黙示録（1992年） - ギャラクシー選奨
- 雀色時（1992年） - 芸術作品賞
- 私が殺した男（1993年）
- 愛が叫んでる（1996年）
- 院内感染（1997年）
- 楽園への橋（1998年）
- 松本清張七回忌特別企画・熱い絹（1998年）
- 刑事たちの夏（1999年）- ギャラクシー大賞、放送文化基金賞個人賞、日本民間放送連盟最優秀賞

#### 読売テレビ退社以降
- 龍神町龍神十三番地（2003年、TBS）
- 砦なき者（2004年、テレビ朝日）- 芸術選奨文部大臣賞、放送文化基金賞
- ぶるうかなりや（2005年 、WOWOW）
- 天国と地獄（2007年、テレビ朝日）- 脚色兼任
- 警官の血（2009年　テレビ朝日）- 脚本兼任
- 悪女について（2012年、TBS）
- 黒澤明ドラマスペシャル 野良犬（2013年、テレビ朝日）
- おやじの背中 第2話「ウエディング・マッチ」（2014年、TBS）- 芸術祭優秀賞
- 松本清張〜坂道の家（2014年、テレビ朝日）- 放送文化基金賞奨励賞、東京ドラマアウォード優秀賞
- 白い巨塔（2019年、テレビ朝日）
- 女系家族（2021年冬、全2回、テレビ朝日）- 脚本兼任

### テレビドラマ（連続）
すべて読売テレビの放送作品。
- 祇園物語（1965年）
- ややととさん（1969年）
- らっきょうの花（1973年）
- 百年目の恋（1973年）
- 野わけ（1975年）
- 新車の中の女（1976年）
- 渇愛（1976年）
- 悲曲・禁じられた愛（1977年）
- 炎の中の女-椿姫より-（1977年）
- 風花のひと（1979年）
- 渚の女（1980年）
- お玉・幸造夫婦です（1994年） - 企画のみ
- 寝たふりしてる男たち（1995年）
- 永遠の仔（2000年） - ATP賞ドラマ部門最優秀賞
- リミット もしも、わが子が…（2000年）
- 天国への階段（2002年）

### 映画
- 愛の流刑地（2007年）
- 源氏物語 千年の謎（2011年）
- 後妻業の女（2016年）
- のみとり侍（2018年）

### 舞台
- 夏の庭（1997年）